# Academia Brasileira de Letras
Academia Brasileira de Letras (ABL - Pronúnciaⓘ) GCSE • MHSE é uma instituição literária brasileira fundada na cidade do Rio de Janeiro em 20 de julho de 1897 pelos escritores Machado de Assis, Lúcio de Mendonça, Inglês de Sousa, Olavo Bilac, Afonso Celso, Graça Aranha, Medeiros e Albuquerque, Joaquim Nabuco, Teixeira de Melo, Visconde de Taunay e Ruy Barbosa. É composta por quarenta membros efetivos e perpétuos (por isso alcunhados imortais) e por vinte sócios estrangeiros.
Tem por objetivo o cultivo da língua portuguesa e da literatura brasileira. É-lhe reconhecido o mérito por esforços históricos em prol da unificação do idioma, do português brasileiro e do português europeu. Nomeadamente, teve um papel importante no Acordo Ortográfico de 1945, conseguido em conjunto com a Academia das Ciências de Lisboa, assim como foi de novo interlocutora quanto ao Acordo Ortográfico de 1990.
A instituição é responsável pela edição de obras de grande valor histórico e literário, e atribui diversos prêmios literários. A ABL remonta ao final do século XIX, quando escritores e intelectuais brasileiros desejaram criar uma academia nacional nos moldes da Academia Francesa.

## História

### Fundação

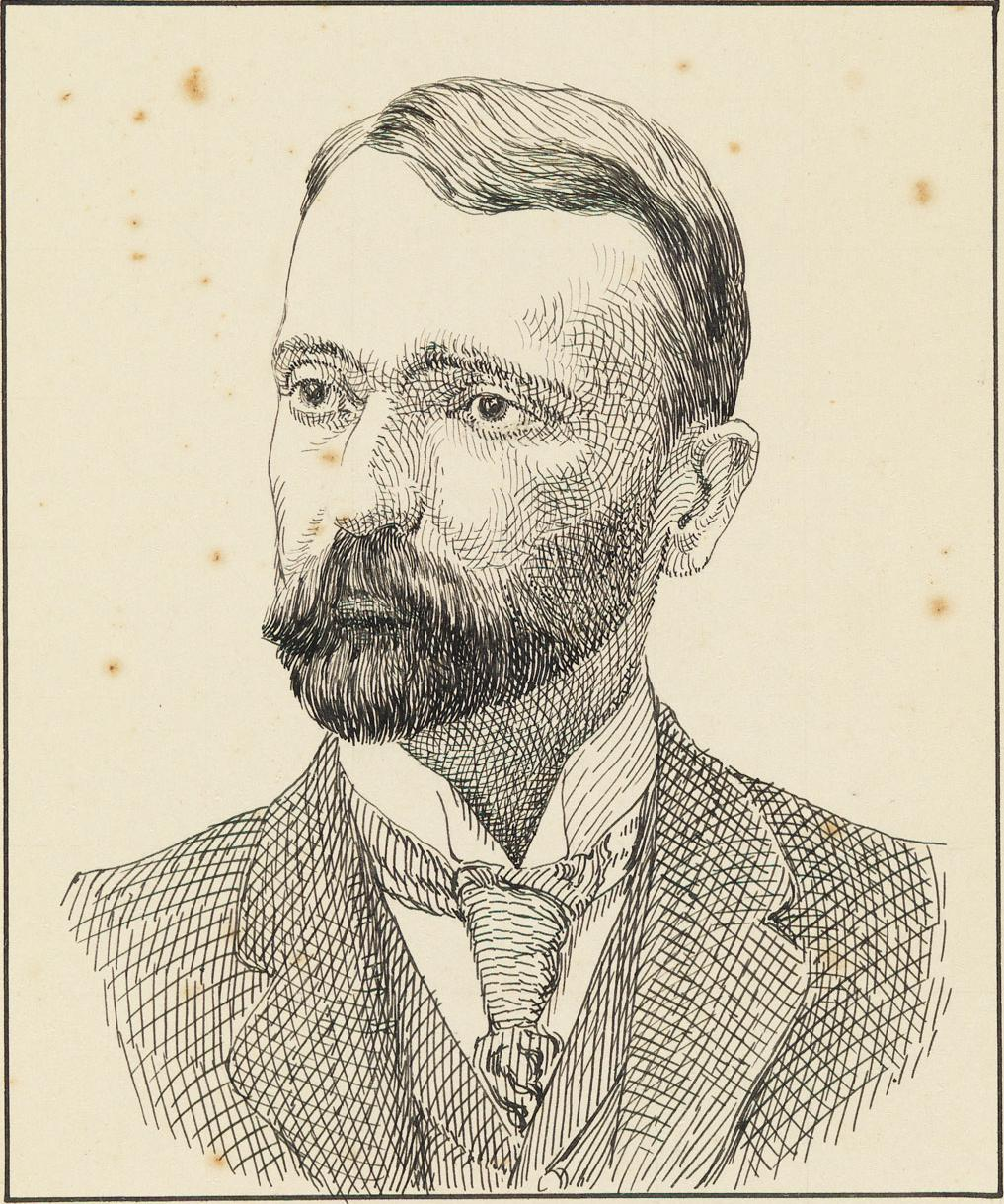
Lúcio de Mendonça

No final do século XIX, duas figuras importantes defenderam a criação de uma academia literária nacional nos moldes da Academia Francesa: Afonso Celso Júnior, ainda no período do Império, e Medeiros e Albuquerque, já na República. O sucesso da Revista Brasileira, dirigida por José Veríssimo, deu coesão a um grupo de escritores e fortaleceu essa ideia.
Lúcio de Mendonça tomou a iniciativa de propor a fundação de uma Academia de Letras, inicialmente sob o patrocínio do Estado. No entanto, em um último momento, o governo declinou o apoio, levando à criação da Academia Brasileira de Letras como uma instituição privada e independente. As sessões preparatórias começaram em 15 de dezembro de 1896, às três da tarde, na redação da Revista Brasileira, localizada na Travessa do Ouvidor, n.º 31. Já na primeira reunião, Machado de Assis foi aclamado presidente.
Em 28 de janeiro de 1897, ocorreu a sétima e última sessão preparatória, oficializando a criação da Academia. Entre os presentes estavam grandes nomes da literatura brasileira, como Araripe Júnior, Artur Azevedo, Graça Aranha, Guimarães Passos, Inglês de Sousa, Joaquim Nabuco, José Veríssimo, Lúcio de Mendonça, Machado de Assis, Medeiros e Albuquerque, Olavo Bilac, Pedro Rabelo, Rodrigo Otávio, Silva Ramos, Raimundo Correia, Teixeira de Melo e o Visconde de Taunay. Outros que participaram das sessões anteriores, como Coelho Neto, Filinto de Almeida, José do Patrocínio, Luís Murat e Valentim Magalhães, também aderiram à iniciativa, além de Afonso Celso Júnior, Alberto de Oliveira, Alcindo Guanabara, Carlos de Laet, Garcia Redondo, Pereira da Silva, Rui Barbosa, Sílvio Romero e Urbano Duarte.

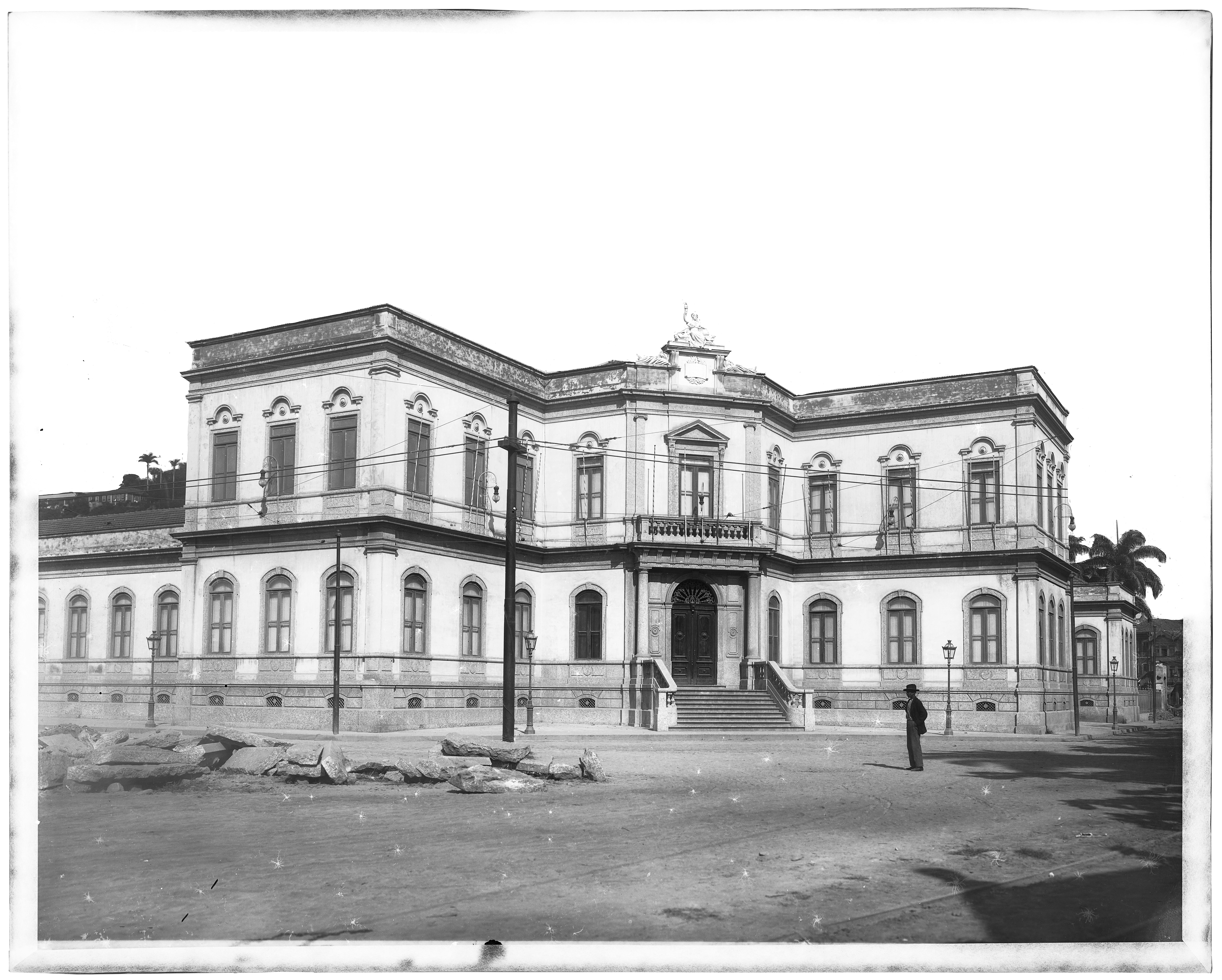
Edifício do Silogeu Brasileiro, sede da academia até sua mudança para a sede atual (Acervo: Instituto Moreira Salles).

Com a presença de trinta membros, surgiu a necessidade de completar o número de quarenta, em conformidade com o modelo da Academia Francesa. Os dez membros adicionais foram eleitos: Aluísio Azevedo, Barão de Loreto, Clóvis Beviláqua, Domício da Gama, Eduardo Prado, Luís Guimarães Júnior, Magalhães de Azeredo, Oliveira Lima, Raimundo Correia e Salvador de Mendonça. Os estatutos foram assinados por Machado de Assis como presidente; Joaquim Nabuco, secretário-geral; Rodrigo Otávio, 1.º secretário; Silva Ramos, 2.º secretário; e Inglês de Sousa, tesoureiro. A sessão inaugural da Academia Brasileira de Letras ocorreu em 20 de julho de 1897, em uma sala do museu Pedagogium, na Rua do Passeio. Dezesseis acadêmicos estiveram presentes. Machado de Assis fez a alocução de abertura, Rodrigo Otávio leu a memória dos atos preparatórios e Joaquim Nabuco proferiu o discurso inaugural.

## Estrutura

### Petit Trianon

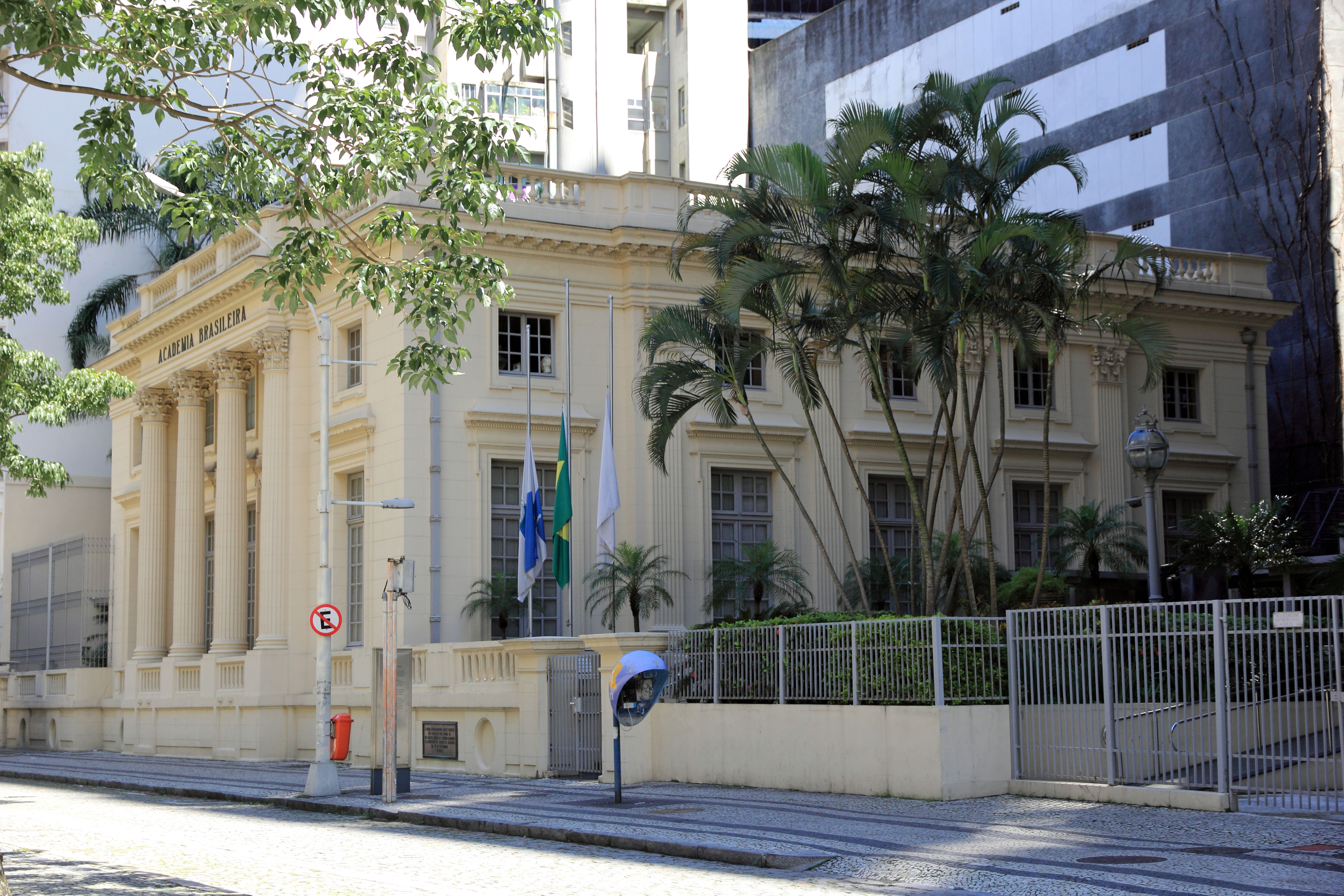
Petit Trianon, sede da ABL no Rio de Janeiro.

Em 1923, graças à iniciativa de seu presidente à época, Afrânio Peixoto, e do então embaixador da França, Raymond Conty, o governo francês doou à Academia o prédio do Pavilhão Francês, edificado para a Exposição do Centenário da Independência do Brasil, uma réplica do Petit Trianon de Versalhes, erguido pelo arquiteto Ange-Jacques Gabriel, entre 1762 e 1768. Em 22 de Setembro de 1941, a ABL foi agraciada com a Grã-Cruz da Ordem Militar de Sant'Iago da Espada de Portugal. Em 26 de Novembro de 1987 tornou-se Membro-Honorário da mesma Ordem de Portugal.
Sua sede encontra-se tombada pelo Instituto Estadual do Patrimônio Cultural (INEPAC), da Secretaria Municipal de Cultura do Rio de Janeiro, desde 9 de novembro de 1987. Os seus salões funcionam até os dias de hoje abrigando as reuniões regulares, as sessões solenes comemorativas, as sessões de posse dos novos acadêmicos, assim como para o tradicional chá das quintas-feiras. Podem ser conhecidas pelo público em visitas guiadas ou em programas culturais como concertos de música de câmara, lançamento de livros dos membros, ciclos de conferências e peças de teatro.

### Prêmios e publicações
A Academia Brasileira de Letras agracia personalidades com os seguintes prêmios:
- Prêmio ABL de Cinema;
- Prêmio ABL de Ensaio crítica e história literária;
- Prêmio ABL de Ficção romance teatro e conto;
- Prêmio ABL de História e Ciências Sociais;
- Prêmio ABL de Literatura Infantojuvenil;
- Prêmio ABL de Poesia;
- Prêmio ABL de Tradução;
- Prêmio Francisco Alves;
- Prêmio Machado de Assis.

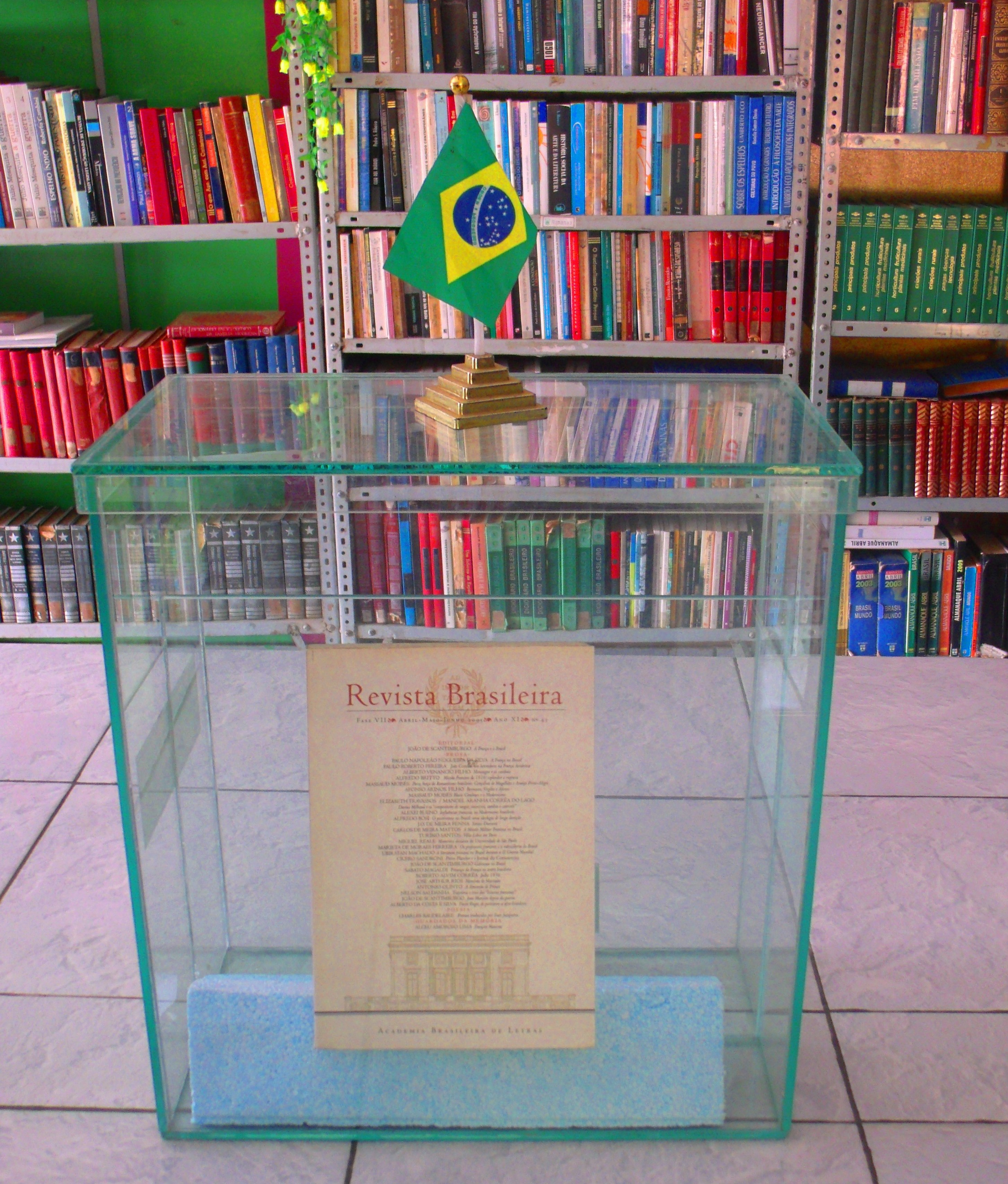
Uma edição da Revista Brasileira exposta numa biblioteca municipal.

Pontualmente são atribuídos os seguintes prêmios:
- Prêmio Abgar Renault (1997);
- Prêmio José Lins do Rego (1998).

Em 1900 o governo federal do Brasil expediu o decreto n.º 726, de 8 de dezembro de 1900, Conhecido por Lei Eduardo Ramos, que autorizou a instalação da Academia em edificação pública e a publicação, na Imprensa Nacional, das publicações oficiais da Academia e das obras de escritores brasileiros falecidos reconhecidos de grande valor e cuja propriedade intelectual estivesse prescrita. O diploma legal vigorou até 2002, pois por força do decreto Nº 4 260, de 6 de junho de 2002, extinguiu a atividade de impressão plana da Imprensa Nacional.
Em 1910 a instituição lançou seu periódico oficial, a Revista da Academia Brasileira de Letras, posteriormente a instituição encampa a tradicional Revista Brasileira, para resgatar e dar prosseguimento ao periódico, que assim passa — em 1941 — por sugestão de Levi Carneiro, a ser a revista da Casa de Machado de Assis.
A ABL publicou ainda o Dicionário de Língua Portuguesa da Academia Brasileira de Letras, impresso pela Imprensa Nacional em 1967, e o Dicionário Ilustrado da Língua Portuguesa da Academia Brasileira de Letras, editado pela Bloch Editores em 1972.

### Mausoléu

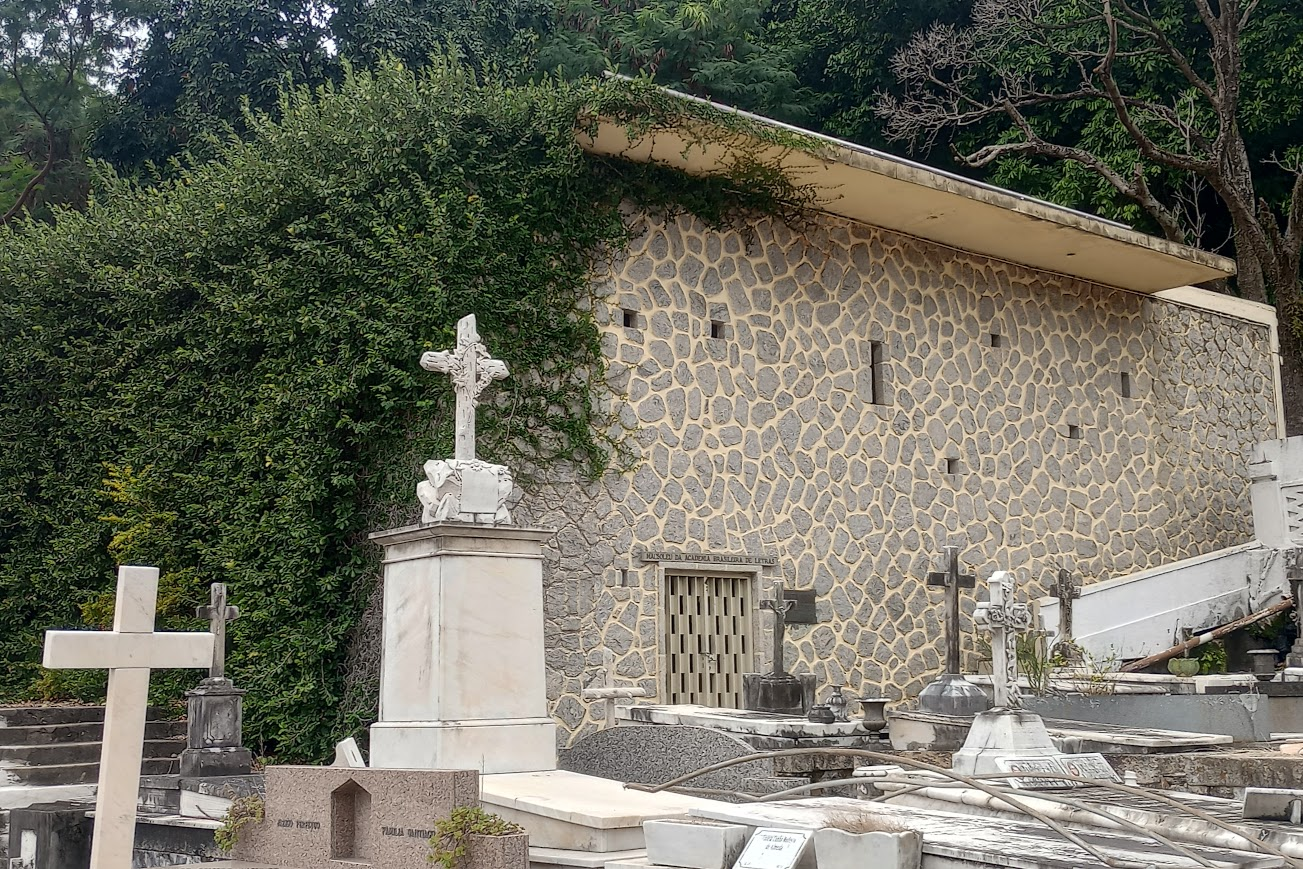
Mausoléu da ABL

O Mausoléu da Academia Brasileira de Letras se encontra no Cemitério São João Batista, Rio de Janeiro - RJ. Ele é uma construção retangular de dois andares, na qual estão sepultados alguns membros da ABL. Foi construído entre 1958 e 1961, durante a gestão de Austregésilo de Athayde (1959-1993).

## Membros

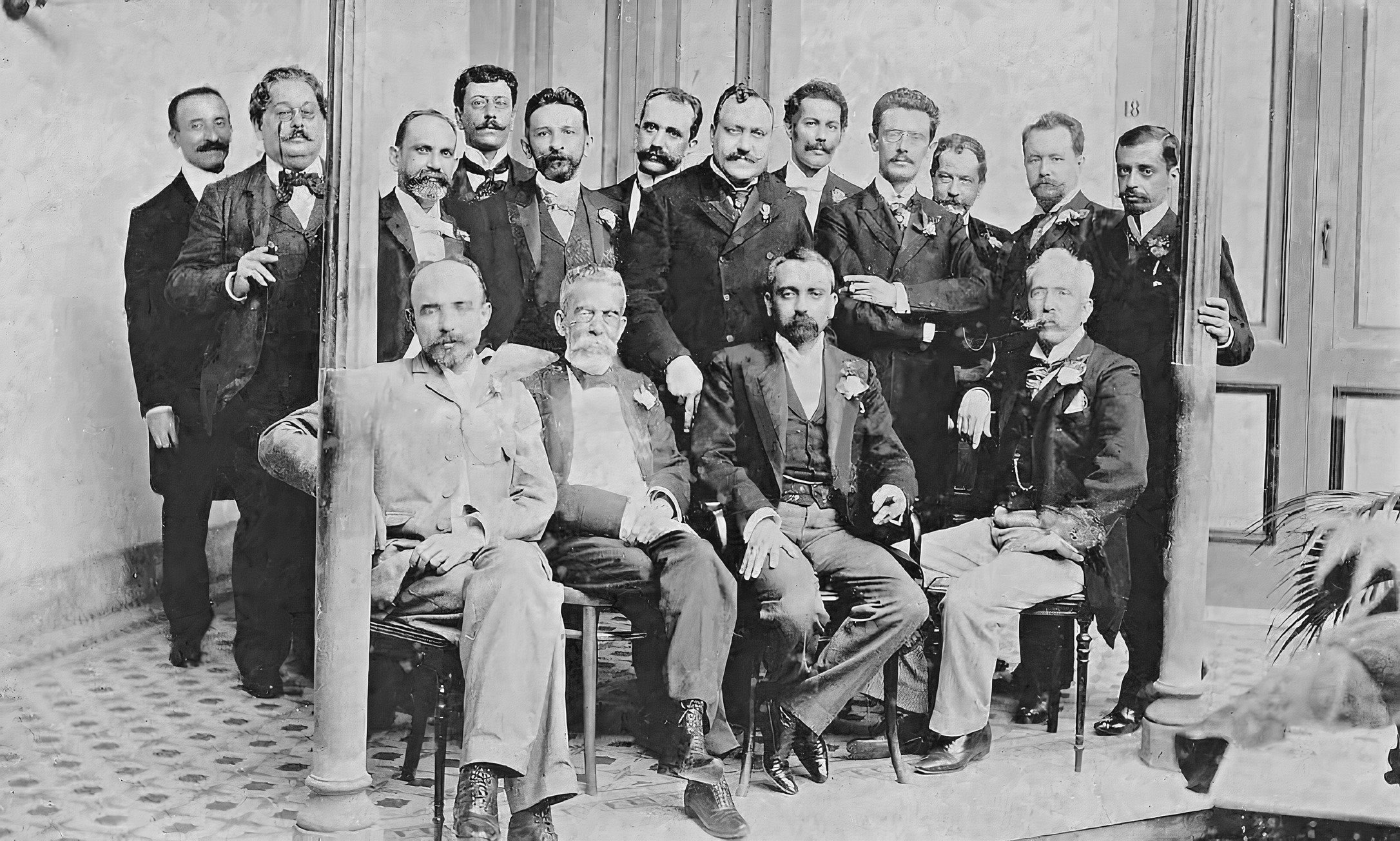
De pé: Rodolfo Amoedo, Artur Azevedo, Inglês de Sousa, Olavo Bilac, José Veríssimo, Sousa Bandeira, Filinto de Almeida, Guimarães Passos, Valentim Magalhães, Rodolfo Bernardelli, Rodrigo Octavio, Peixoto; sentados: João Ribeiro, Machado de Assis, Lúcio de Mendonça e Silva Ramos.

A Academia tem quarenta cadeiras, ocupadas por quarenta membros efetivos perpétuos (no mínimo vinte e cinco devem morar na cidade que sedia a Academia, o Rio de Janeiro), sendo cada novo membro eleito pelos acadêmicos para ocupar uma cadeira vaga devido ao falecimento do último titular. Há ainda vinte membros estrangeiros correspondentes. No quadro atual, o membro mais idoso é Geraldo Holanda Cavalcanti aos 96 anos,enquanto o mais jovem é Marco Lucchesi, com 61 anos.
O decano dos imortais é José Sarney, eleito em 17 de julho de 1980, e o mais recente a assumir um assento na Academia é Miriam Leitão, que tomou posse  no dia 08 de agosto de 2025.
Dentre os membros, é eleito aquele para presidir a academia por um período. O primeiro presidente da ABL foi Machado de Assis, eleito por aclamação e também seu "presidente perpétuo". Durante quase 34 anos consecutivos, Austregésilo de Athayde presidiu o Silogeu (1959-1993), imprimindo, na sua gestão, um caráter de vitaliciedade ao cargo que fugia aos princípios originais, e que foi abandonado por seus sucessores. O presidente atual é Merval Pereira, para o biênio 2022/2023.
A primeira mulher eleita para a ABL foi Rachel de Queiroz, em 1977. O regimento da ABL costumava proibir a eleição de mulheres.

### Composição atual
A Academia conta com 40 imortais desde a eleição de Milton Hatoum, em 14 de agosto de 2025. Destes, 34 são homens e seis mulheres e há, entre estes, três posses pendentes:  Paulo Henriques Britto (cadeira 30), Ana Maria Gonçalves (cadeira 33) e o próprio Milton Hatoum (cadeira 6). Abaixo a tabela completa dos membros atuais:
| N.º da cadeira | Patrono                       | Titular atual                | Titular atual       | Titular atual  | Titular atual      | Titular atual      | Titular atual              |
| N.º da cadeira | Patrono                       | Nome                         | UF de origem        | Ano de eleição | Idade              | Idade              | Tempo na vaga              |
| N.º da cadeira | Patrono                       | Nome                         | UF de origem        | Ano de eleição | Na eleição         | Atual              | Tempo na vaga              |
| -------------- | ----------------------------- | ---------------------------- | ------------------- | -------------- | ------------------ | ------------------ | -------------------------- |
| 01             | Adelino Fontoura              | Ana Maria Machado            | Rio de Janeiro      | 2003           | 61 anos e 121 dias | 83 anos e 239 dias | 22 anos, 3 meses e 27 dias |
| 02             | Álvares de Azevedo            | Eduardo Giannetti            | Minas Gerais        | 2021           | 64 anos e 296 dias | 68 anos e 178 dias | 3 anos, 8 meses e 4 dias   |
| 03             | Artur de Oliveira             | Joaquim Falcão               | Rio de Janeiro      | 2018           | 74 anos e 221 dias | 81 anos e 344 dias | 7 anos, 4 meses e 1 dia    |
| 04             | Basílio da Gama               | Carlos Nejar                 | Rio Grande do Sul   | 1988           | 49 anos e 23 dias  | 85 anos e 292 dias | 36 anos, 8 meses e 27 dias |
| 05             | Bernardo Guimarães            | Ailton Krenak                | Minas Gerais        | 2023           | 70 anos e 6 dias   | 71 anos e 325 dias | 1 ano, 10 meses e 15 dias  |
| 06             | Casimiro de Abreu             | Milton Hatoum                | Amazonas            | 2025           | 71 anos e 361 dias | 73 anos e 1 dia    | 6 dias                     |
| 07             | Castro Alves                  | Miriam Leitão                | Minas Gerais        | 2025           | 72 anos e 23 dias  | 72 anos e 135 dias | Posse pendente             |
| 08             | Cláudio Manuel da Costa       | Ricardo Cavaliere            | Rio de Janeiro      | 2023           | 69 anos e 306 dias | 72 anos e 56 dias  | 2 anos, 3 meses e 24 dias  |
| 09             | Gonçalves de Magalhães        | Lilia Schwarcz               | São Paulo           | 2024           | 66 anos e 71 dias  | 67 anos e 236 dias | 1 ano, 5 meses e 13 dias   |
| 010            | Evaristo da Veiga             | Rosiska Darcy                | Rio de Janeiro      | 2013           | 69 anos e 15 dias  | 81 anos e 146 dias | 12 anos, 4 meses e 9 dias  |
| 011            | Fagundes Varella              | Ignácio de Loyola Brandão    | São Paulo           | 2019           | 82 anos e 227 dias | 89 anos e 20 dias  | 6 anos, 5 meses e 5 dias   |
| 012            | França Júnior                 | Paulo Niemeyer Filho         | Rio de Janeiro      | 2021           | 69 anos e 223 dias | 73 anos e 133 dias | 3 anos, 9 meses e 2 dias   |
| 013            | Francisco Otaviano            | Ruy Castro                   | Minas Gerais        | 2022           | 74 anos e 222 dias | 77 anos e 175 dias | 2 anos, 10 meses e 14 dias |
| 014            | Franklin Távora               | Celso Lafer                  | São Paulo           | 2006           | 64 anos e 348 dias | 84 anos e 13 dias  | 19 anos e 30 dias          |
| 015            | Gonçalves Dias                | Marco Lucchesi               | Rio de Janeiro      | 2011           | 47 anos e 84 dias  | 61 anos e 254 dias | 14 anos, 5 meses e 17 dias |
| 016            | Gregório de Matos             | Jorge Caldeira               | São Paulo           | 2022           | 66 anos e 199 dias | 69 anos e 243 dias | 3 anos, 1 mês e 13 dias    |
| 017            | Hipólito da Costa             | Fernanda Montenegro          | Rio de Janeiro      | 2021           | 92 anos e 19 dias  | 95 anos e 308 dias | 3 anos, 9 meses e 16 dias  |
| 018            | João Francisco Lisboa         | Arnaldo Niskier              | Rio de Janeiro      | 1984           | 48 anos e 327 dias | 90 anos e 112 dias | 41 anos, 4 meses e 29 dias |
| 019            | Joaquim Caetano               | Antônio Carlos Secchin       | Rio de Janeiro      | 2004           | 51 anos e 359 dias | 73 anos e 71 dias  | 21 anos, 2 meses e 17 dias |
| 020            | Joaquim Manuel de Macedo      | Gilberto Gil                 | Bahia               | 2021           | 79 anos e 138 dias | 83 anos e 55 dias  | 3 anos, 9 meses e 9 dias   |
| 021            | Joaquim Serra                 | Paulo Coelho                 | Rio de Janeiro      | 2002           | 54 anos e 335 dias | 77 anos e 361 dias | 23 anos e 26 dias          |
| 022            | José Bonifácio                | João Almino                  | Rio Grande do Norte | 2017           | 66 anos e 162 dias | 74 anos e 327 dias | 8 anos, 5 meses e 12 dias  |
| 023            | José de Alencar               | Antônio Torres               | Bahia               | 2013           | 73 anos e 55 dias  | 84 anos e 341 dias | 11 anos, 9 meses e 13 dias |
| 024            | Júlio Ribeiro                 | Geraldo Carneiro             | Minas Gerais        | 2016           | 64 anos e 138 dias | 73 anos e 70 dias  | 8 anos, 9 meses e 24 dias  |
| 025            | Junqueira Freire              | Alberto Venancio Filho       | Rio de Janeiro      | 1991           | 57 anos e 183 dias | 91 anos e 209 dias | 34 anos e 26 dias          |
| 026            | Laurindo Rabelo               | José Roberto de Castro Neves | Rio de Janeiro      | 2025           | 54 anos e 342 dias | 55 anos e 60 dias  | 1 mês e 9 dias             |
| 027            | Maciel Monteiro               | Edgard Telles Ribeiro        | Chile               | 2024           | 80 anos e 28 dias  | 80 anos e 280 dias | 8 meses e 9 dias           |
| 028            | Manuel Antônio de Almeida     | Domício Proença Filho        | Rio de Janeiro      | 2006           | 70 anos e 57 dias  | 89 anos e 207 dias | 19 anos, 4 meses e 28 dias |
| 029            | Martins Pena                  | Geraldo Holanda Cavalcanti   | Pernambuco          | 2010           | 81 anos e 116 dias | 96 anos e 195 dias | 15 anos, 2 meses e 18 dias |
| 030            | Pardal Mallet                 | Paulo Henriques Britto       | Rio de Janeiro      | 2025           | 73 anos e 161 dias | 73 anos e 251 dias | Posse pendente             |
| 031            | Pedro Luís Pereira de Sousa   | Merval Pereira               | Rio de Janeiro      | 2011           | 61 anos e 221 dias | 75 anos e 300 dias | 14 anos, 2 meses e 18 dias |
| 032            | Manuel de Araújo Porto-Alegre | Zuenir Ventura               | Minas Gerais        | 2014           | 83 anos e 151 dias | 94 anos e 80 dias  | 10 anos, 9 meses e 21 dias |
| 033            | Raul Pompeia                  | Ana Maria Gonçalves          | Minas Gerais        | 2025           | 54 anos e 239 dias | 54 anos e 280 dias | Posse pendente             |
| 034            | Sousa Caldas                  | Evaldo Cabral de Mello       | Pernambuco          | 2014           | 71 anos e 43 dias  | 81 anos e 344 dias | 10 anos, 9 meses e 28 dias |
| 035            | Tavares Bastos                | Godofredo de Oliveira Neto   | Santa Catarina      | 2022           | 71 anos e 18 dias  | 74 anos e 90 dias  | 3 anos, 2 meses e 11 dias  |
| 036            | Teófilo Dias                  | Fernando Henrique Cardoso    | Rio de Janeiro      | 2013           | 82 anos e 9 dias   | 94 anos e 63 dias  | 12 anos, 1 mês e 24 dias   |
| 037            | Tomás António Gonzaga         | Arno Wehling                 | Rio de Janeiro      | 2017           | 70 anos e 58 dias  | 78 anos e 222 dias | 8 anos, 5 meses e 11 dias  |
| 038            | Tobias Barreto                | José Sarney                  | Maranhão            | 1980           | 50 anos e 84 dias  | 95 anos e 118 dias | 45 anos, 1 mês e 3 dias    |
| 039            | Francisco Adolfo de Varnhagen | José Paulo Cavalcanti        | Pernambuco          | 2021           | 73 anos e 188 dias | 77 anos e 91 dias  | 3 anos, 8 meses e 26 dias  |
| 040            | José Maria da Silva Paranhos  | Edmar Bacha                  | Minas Gerais        | 2016           | 74 anos e 263 dias | 83 anos e 187 dias | 8 anos, 9 meses e 17 dias  |
| N.º da cadeira | Patrono                       | Nome                         |                     |                |                    |                    |                            |
| N.º da cadeira | Patrono                       | Nome                         | UF de origem        | Ano de eleição | Na eleição         | Atual              | Tempo na vaga              |
| N.º da cadeira | Patrono                       | Nome                         | UF de origem        | Ano de eleição | Idade              |                    | Tempo na vaga              |
| N.º da cadeira | Patrono                       | Titular atual                |                     |                |                    |                    |                            |

## Críticas

Posse de Getúlio Vargas como membro da Academia Brasileira de Letras, em 29 de dezembro de 1943. Mídia sob a guarda do Arquivo Nacional.

No geral, os críticos da Academia consideram que ela deixou de ser séria, que virou um "agrupamento de escritores conformistas e políticos poderosos e vaidosos", e que o jogo político influencia na escolha dos imortais.
O jornalista Fernando Jorge, em "A Academia do Fardão e da Confusão: a Academia Brasileira de Letras e os seus 'Imortais' mortais", critica a eleição de "personalidades" para a ABL, ou seja, pessoas influentes na sociedade, mas cuja principal ocupação não era a literatura e que, muitas vezes, produziam materiais apenas para que pudessem ser eleitos, nunca mais voltando a produzir qualquer obra de valor literário. O pesquisador também critica o processo eleitoral, pois este não seria feito com base nos méritos literários dos candidatos. Jorge afirma que a Academia também não empreende projetos em favor da cultura da língua portuguesa, apesar de dispor de capital para, por exemplo, relançar edições esgotadas e promover campanhas de alfabetização e incentivo a leitura. Além disso, para o escritor, a instituição permaneceu calada diante das pesadas censuras do Governo Vargas e do Regime Militar brasileiro.